# Aanepada
Aanepada – jeden z wczesnych sumeryjskich władców miasta Ur; syn Mesanepady i brat Meskiagnuny; rządził na początku 2 połowy III tys. p.n.e. Z nieznanych powodów Sumeryjska lista królów go nie wymienia. Znany głównie z kilku inskrypcji wotywnych. Najprawdopodobniej był budowniczym świątyni Ninhursag w Tall al-Ubajd.